# Arichanna fumigata
Arichanna fumigata är en fjärilsart som beskrevs av Max Joseph Bastelberger 1909. Arichanna fumigata ingår i släktet Arichanna och familjen mätare. Inga underarter finns listade i Catalogue of Life.

## Bildgalleri

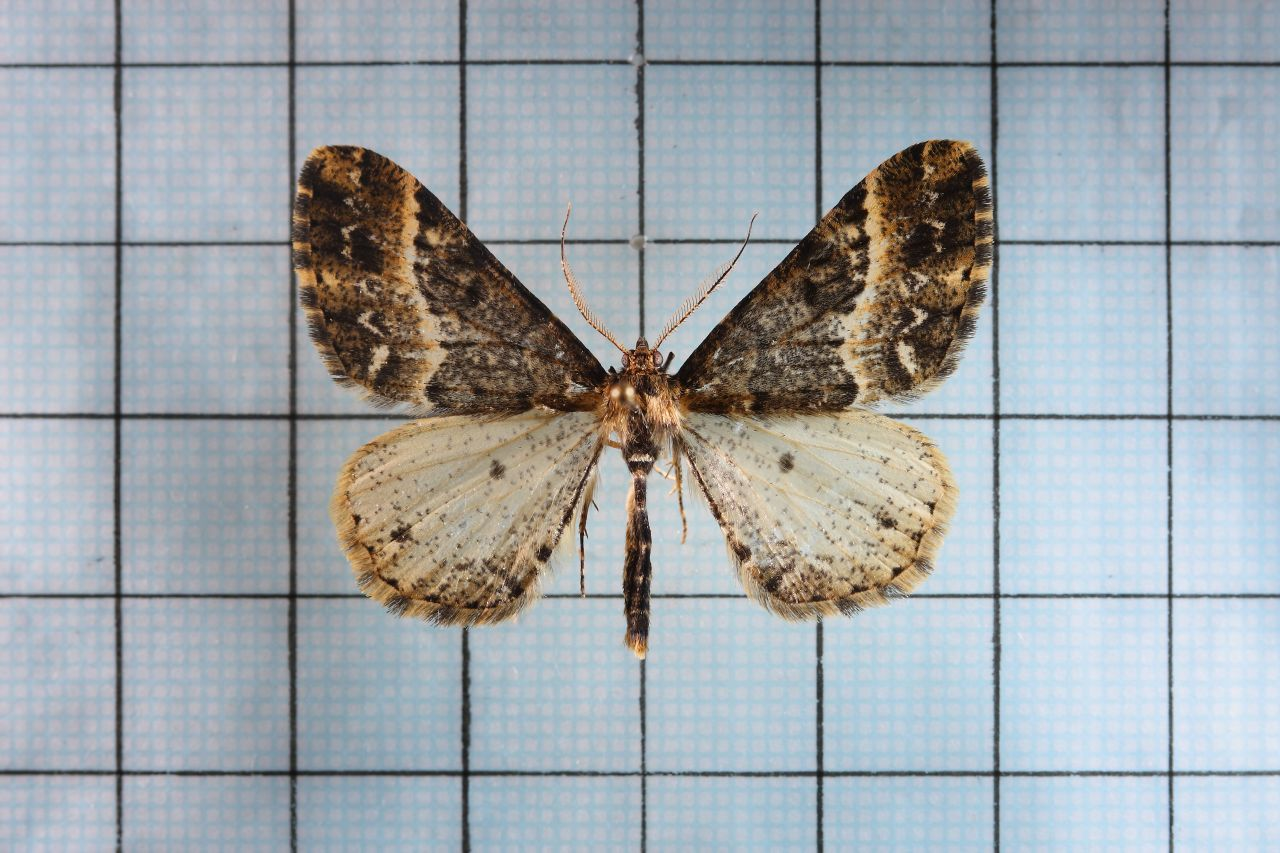